# Pireneitega occitanica
Espèce
Pireneitega occitanica est une espèce d'araignées aranéomorphes de la famille des Agelenidae.

## Distribution
Cette espèce est endémique d'Occitanie en France,. Elle se rencontre dans les Pyrénées dans l'Est de l'Ariège, dans le Sud-Ouest de l'Aude et dans l'Ouest des Pyrénées-Orientales.

## Description
Les mâles mesurent de 11,5 à 13,2 mm et les femelles de 13,5 à 18,2 mm.

## Systématique et taxinomie
Cette espèce a été décrite pa Déjeanr et Danflous en 2024.

## Étymologie
Son nom d'espèce lui a été donné en référence au lieu de sa découverte, l'Occitanie.

## Publication originale
- Déjean & Danflous, 2024 : « Révision du genre Pireneitega en France et dans les Pyrénées et description de P. occitanica sp. nov. (Araneae, Agelenidae). » Revue Arachnologique, sér. 2, vol. 11, p. 28-51